# Deutsche Gesellschaft für Sozialpädiatrie und Jugendmedizin
Die Deutsche Gesellschaft für Sozialpädiatrie und Jugendmedizin (DGSPJ) ist eine wissenschaftliche medizinische Fachgesellschaft, die sich der Lehre und der Erforschung, insbesondere der Versorgungsforschung, in den Themenbereichen der Sozialpädiatrie und der Jugendmedizin widmet. 
Die DGSPJ hat die Rechtsform eines eingetragenen Vereins und ist Mitglied der Arbeitsgemeinschaft der Wissenschaftlichen Medizinischen Fachgesellschaften (AWMF).
Die Fachgesellschaft ging unter Führung ihres ersten Vorsitzenden Kurt Nitsch
im Jahr 1966 aus der Deutschen Vereinigung für die Gesundheitsfürsorge des Kindesalters hervor, die seit 1953 bestanden hatte und ihrerseits aus der im Jahr 1948 gegründeten Deutschen Vereinigung für Säuglings- und Kleinkinderschutz hervorgegangen war. Das im Jahr 1983 entwickelte Symbol der DGSPJ zeigte die Hygieia als Personifizierung der Gesundheit. Der Name der Gesellschaft lautete bis 1996 Deutsche Gesellschaft für Sozialpädiatrie.  
In der DGSPJ organisieren sich hauptsächlich Kinderärzte. Zudem sind aber auch Ärzte aus anderen fachärztlichen Bereichen, Pflegekräfte aus der Kinderkrankenpflege, Psychologen, Pädagogen und Therapeuten verschiedener Fachgebiete Mitglieder. Die DGSPJ ist eine von drei Gesellschaften die den Vorstand der Deutschen Akademie für Kinder- und Jugendmedizin bilden, dem Dachverband aller deutschsprachigen pädiatrischen Organisationen. 
Offizielles Organ der DGSPJ ist die Fachzeitschrift Kinderärztliche Praxis die zunächst vom Thieme-Verlag herausgegeben wurde und aktuell zweimonatlich im Mainzer Kirchheim-Verlag erscheint. Die Fachzeitschrift wurde im Jahr 1930 durch den Kinderarzt und Direktor der Dortmunder Kinderklinik Stefan Engel begründet. 